# Troglohyphantes excavatus
Troglohyphantes excavatus là một loài nhện trong họ Linyphiidae.
Loài này thuộc chi Troglohyphantes. Troglohyphantes excavatus được Jean-Louis Fage miêu tả năm 1919.